# Mimeresia russulus
Mimeresia russulus är en fjärilsart som beskrevs av Druce 1910. Mimeresia russulus ingår i släktet Mimeresia och familjen juvelvingar. Inga underarter finns listade i Catalogue of Life.

## Bildgalleri

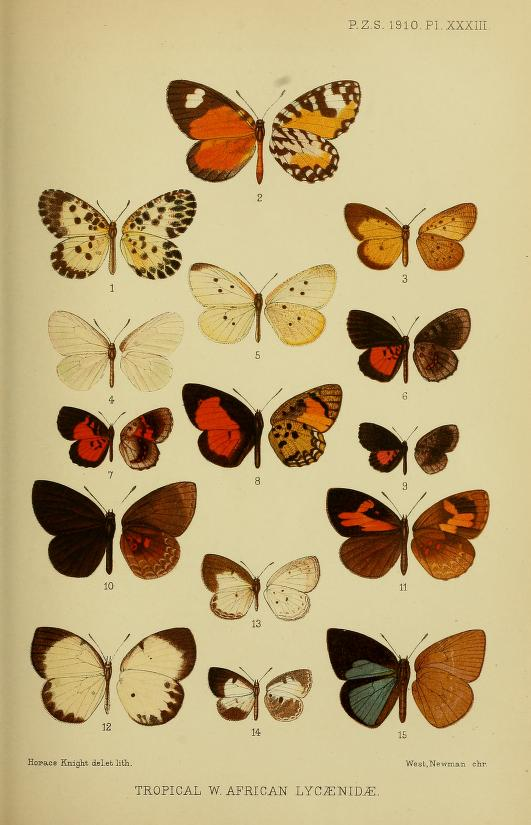